# Église Saint-Rémi de Coucy-la-Ville
L'église Saint-Rémi est une église située à Coucy-la-Ville, en France.

## Description

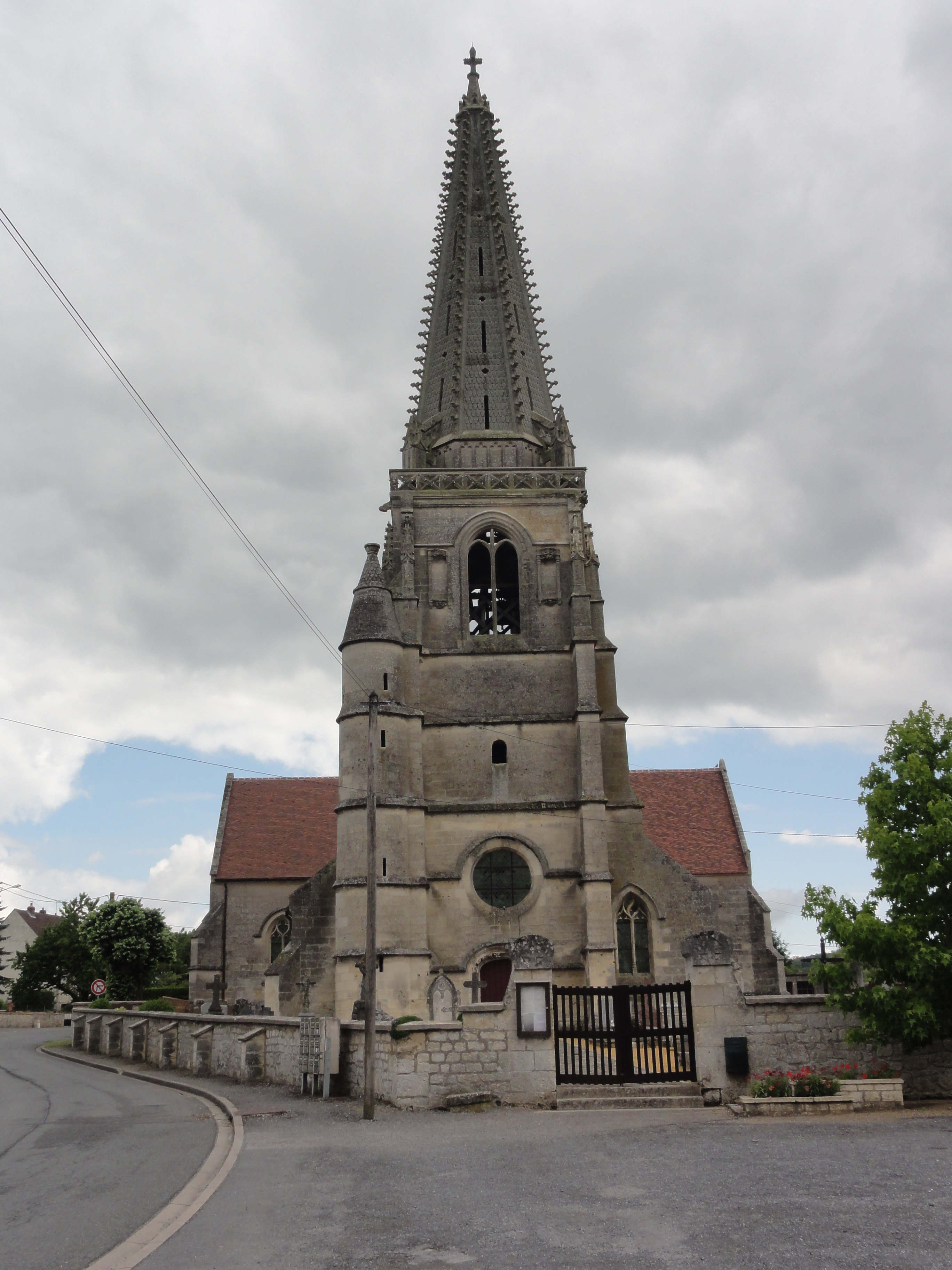
La façade et la tour.
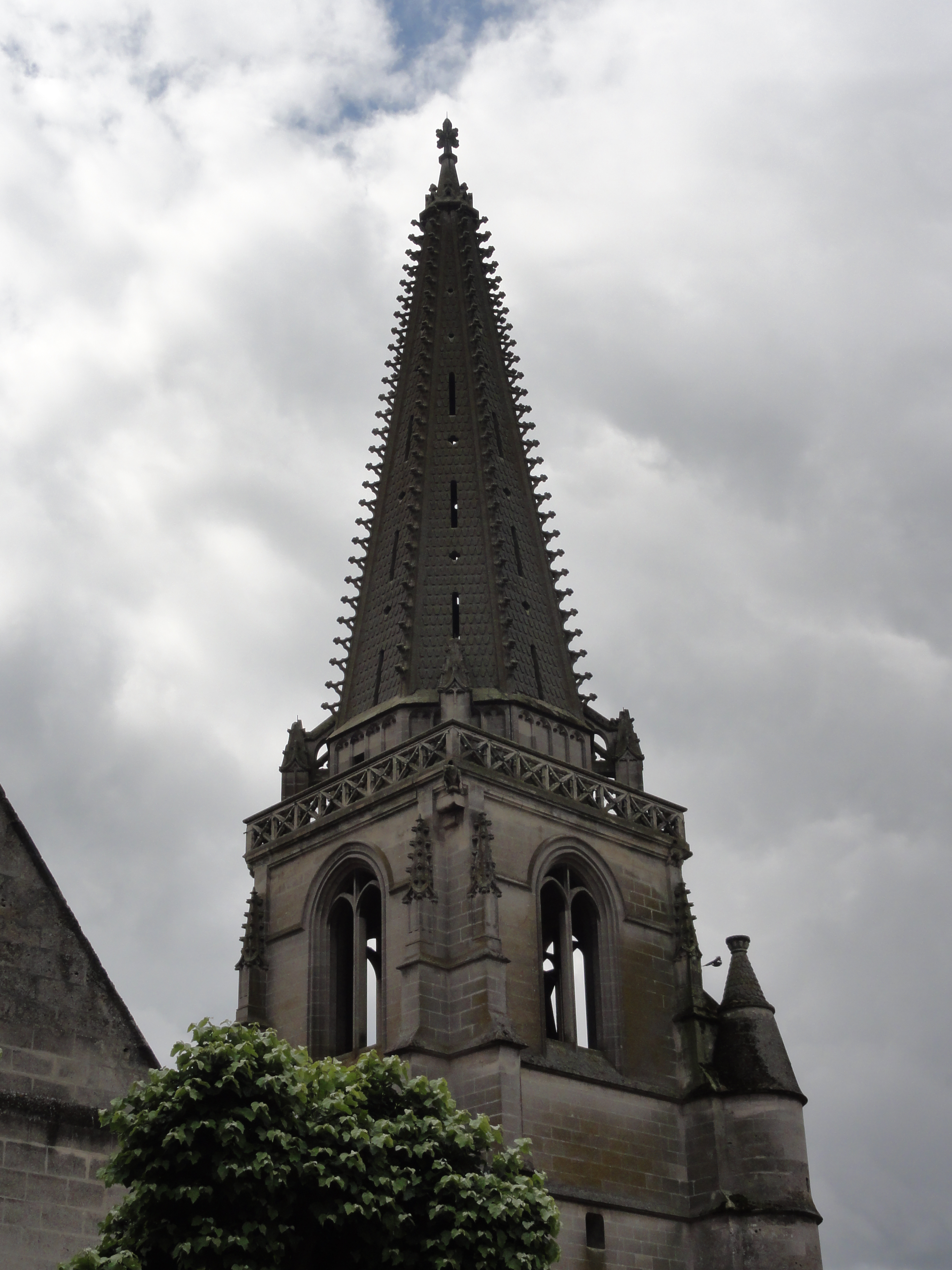
La flèche.
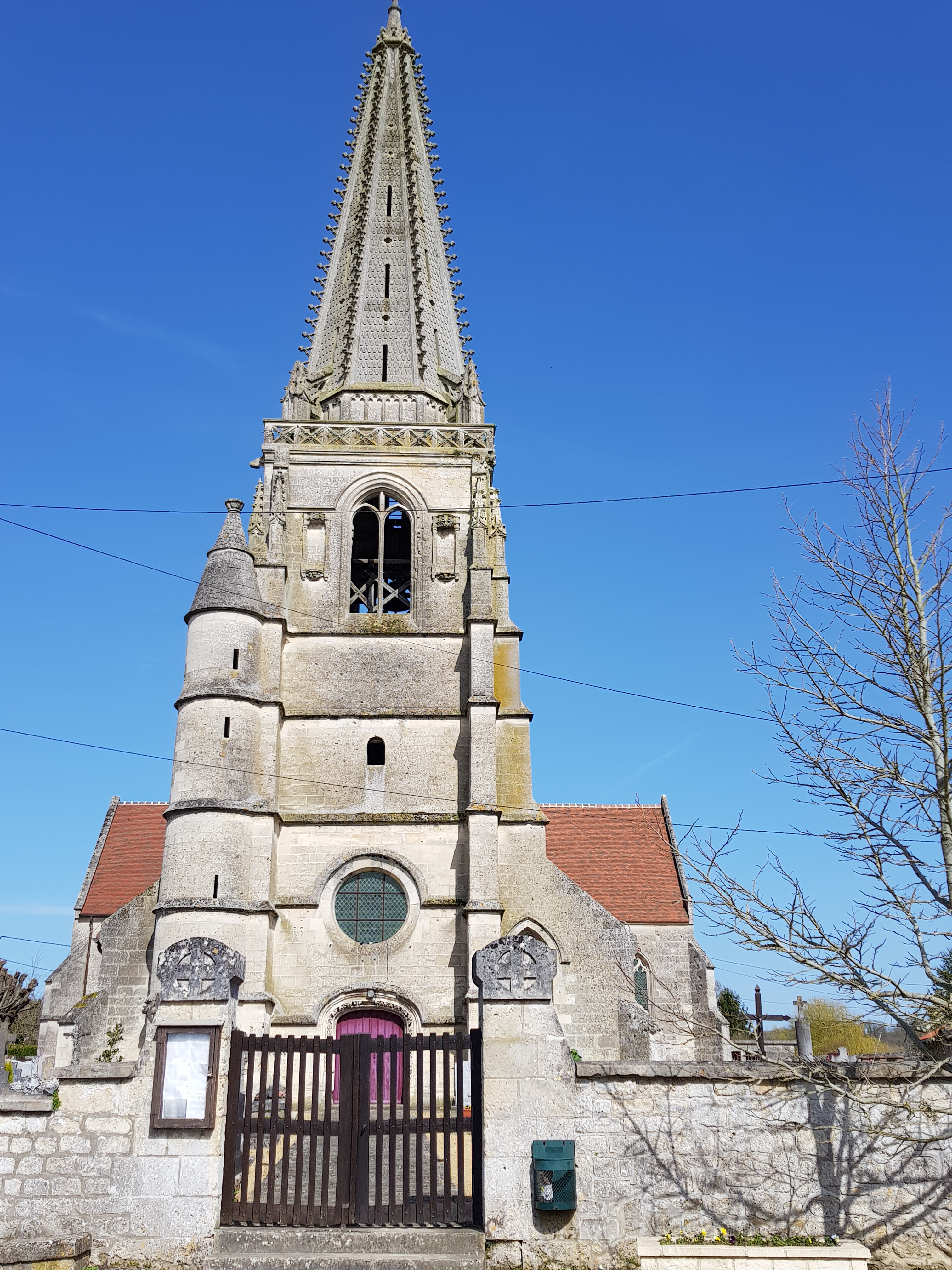
Le clocher.

## Localisation
L'église est située sur la commune de Coucy-la-Ville, dans le département de l'Aisne.

## Historique
Le monument est classé au titre des monuments historiques en 1928.